# Fifth Third Field (Toledo)
Le Fifth Third Field est un stade de baseball situé à Toledo dans l'État de l'Ohio aux États-Unis. Utilisé par la franchise de Ligue mineure de Triple-A des Toledo Mud Hens, ce stade inauguré en 2002 compte 10 300 places.

## Histoire
Cette enceinte est inaugurée en 2002 et remplace le vétuste Ned Skeldon Stadium. Naming oblige, son nom est celui d'une société financière basée dans l'Ohio, la Fifth Third.
La Roost Section, tribune d'angle du champ droit qui s'appuie sur des immeubles, est remarquable ainsi que la disposition des abris des joueurs, dont les toits sont en forme de L.
Ce stade moderne est immédiatement adopté par les fans des Toledo Mud Hens. Dès sa saison d'inauguration, le record d'affluence de la franchise est largement dépassé. Il est encore amélioré en 2005, avec 556 995 spectateurs. 
Le Fifth Third Field accueille match des étoiles de la Triple-A en 2006.
Désigné meilleur stade de Ligues mineures par Newsweek, le stade est encore honoré en mai 2008 par Josh Pahigian via ESPN, qui désigne la section Roost comme les meilleures places pour assister à un match de Ligues mineures.